# Dracón
Dracón (en griego Δράκων [Drakōn]; fl. siglo VII a. C.) fue un legislador de la Antigua Atenas quien ocupó el cargo de «arconte epónimo». Desde ese cargo, Dracón intentó quitarles a los nobles la facultad de juzgar arbitrariamente, mediante la recopilación y publicación de las leyes existentes. Una legislación para todos era el primer paso hacia un gobierno republicano. A Dracón se le atribuye la primera codificación de las leyes de la ciudad, hasta entonces transmitidas oralmente, hacia el año 624 a. C.
El rigor del código, que contemplaba penas muy severas aún para infracciones menores, dio origen al adjetivo «draconiano», el cual hace referencia a una ley, providencia o medida extremadamente severa; sin embargo, y pese a la duradera asociación de su nombre, Dracón fue autor solo de una parte muy pequeña de estas normas, centrándose, al parecer, en el derecho común y las penas contra el homicidio, como forma de terminar con las venganzas familiares. El descontento popular con el código draconiano fue tal que hubo de exiliarse a Egina. Según la Suda, murió en un teatro de Egina, al ser asfixiado por múltiples capas, sombreros y vestimentas que le arrojaron los eginetas sobre su cabeza para honrarle.
Posteriormente, sus leyes fueron suavizadas por Solón, quien, además, dio la ciudadanía a las clases más bajas.
Se considera que la reforma legal draconiana fue uno de los primeros pasos hacia la República en Atenas.